# Пирин (национальный парк)
Национальный парк Пирин (болг. Национален Парк Пирин) занимает большую часть гор Пирин на юго-западе Болгарии. Площадь парка составляет 403 км² и лежит на высоте от 1 008 до 2 914 метров.
В границах парка расположены два заповедника, Баюви-Дупки — Джинджирица, один из старейших в стране, и Юлен.

## История
Парк был образован 8 ноября 1962 года под названием Национальный парк Вихрен с целью сохранения лесов в самых высоких частях Пирина. Парк занимал территорию в 62 км², что составляет шестую часть современной площади парка. В 1974 году он был переименован в Национальный парк Пирин указом министерства, и его территория была существенно расширена.
В 1979 году была организована служба управления парком с центром в Банско. В 1983 году парк был включён в список Всемирного наследия ЮНЕСКО, а в 1998 году, после принятия нового закона, его территория увеличилась до 403,32 км².

## Флора

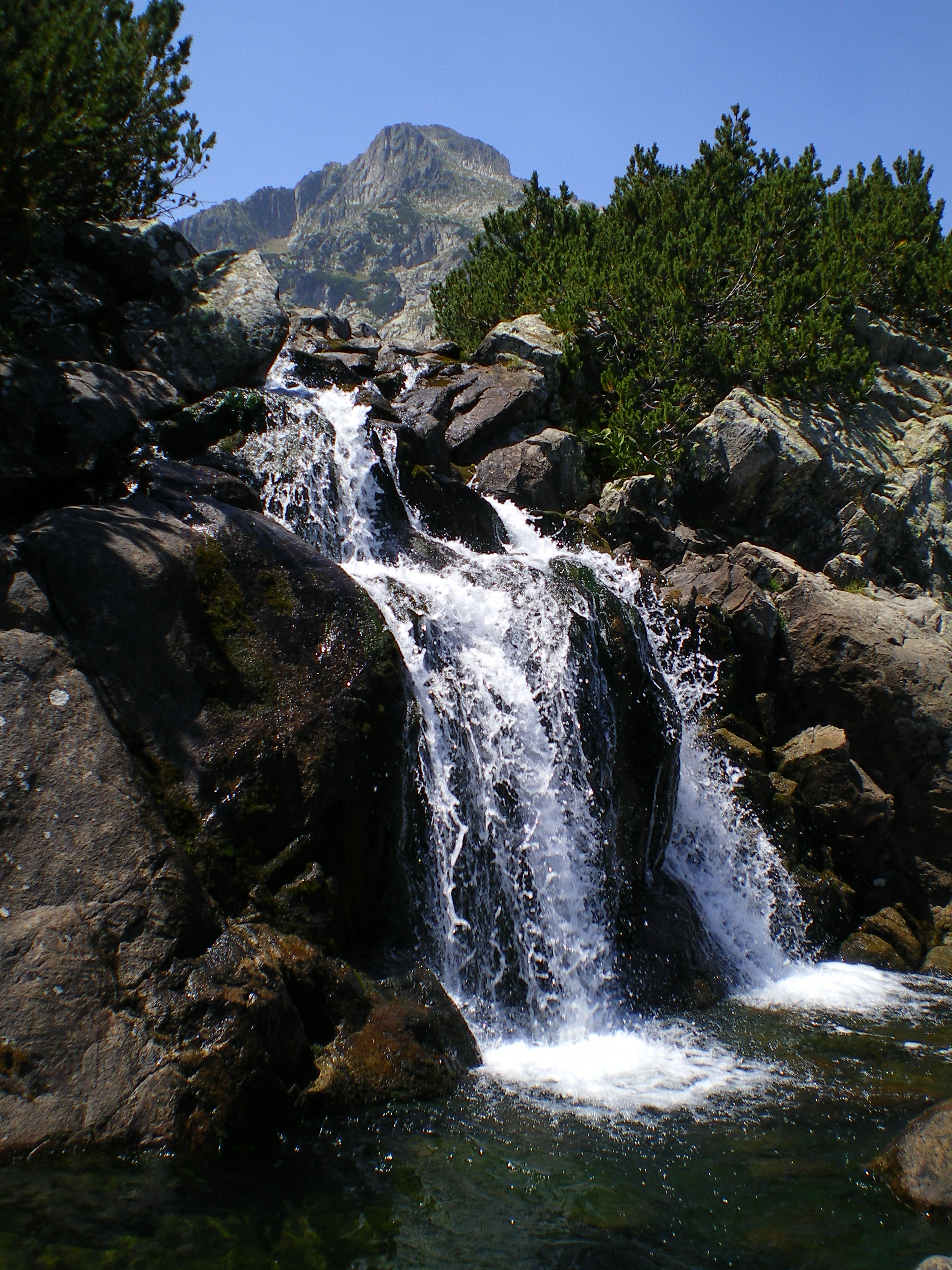
Водопад возле озера Попово, Пирин.

В парке растёт около 1300 видов высших растений, что составляет более 30 % всех высших растений на территории Болгарии. Кроме того, обнаружено около 300 видов мхов и большое количество водорослей. В Пирине встречаются 18 местных эндемичных видов, 15 болгарских и множество балканских эндемиков. На территории парка растёт большое количество редких и исчезающих видов, в том числе эдельвейс, символ Пирина.
Парк расположен на трёх поясах растительности: горно-лесном поясе, субальпийском и альпийском поясе.

## Фауна
В парке обитает около 2090 видов и подвидов беспозвоночных, из них 300 редких видов, 214 эндемичных и 175 реликтовых, а также 15 видов, находящихся на грани исчезновения.
Воды парка населяют 6 видов рыб, что составляет 6 % всех пресноводных видов рыб Болгарии. Кроме того, в заповеднике обитает 8 видов земноводных и 11 видов пресмыкающихся.
Встречается около 160 видов птиц — 40 % всех видов птиц в Болгарии, а также 45 видов млекопитающих (в том числе 12 видов летучих мышей) — 50 % всех видов.